# Albert Bouwers
Albert Bouwers (Dalen, 23 mei 1883 – Den Haag, 22 januari 1972) was een Nederlands opticus. Na zijn middelbareschoolopleiding studeerde hij van 1913 tot 1920 natuurkunde in Amsterdam en in Utrecht, onderbroken door militaire dienst tijdens de Eerste Wereldoorlog. Kort na zijn afstuderen kwam hij als een van de eerste medewerkers in dienst van het Natuurkundig Laboratorium van Philips in Eindhoven. Hij werkte daar aan röntgenstraling en deed een onderzoek waarop hij in 1924 in Utrecht bij L. Ornstein cum laude promoveerde.

Bouwers telescoop

Bouwers deed bij Philips verschillende uitvindingen, vooral op het gebied van röntgenapparatuur en de veiligheid daarvan. Ook besteedde hij aandacht aan het fotografisch registreren van röntgenbeelden, om de patiënten zo kort mogelijk aan de straling bloot te stellen. Hierdoor raakte hij meer en meer geïnteresseerd in optica. Dit leidde tot de uitvinding van wat later wel de Bouwers-camera genoemd zou worden, een zeer lichtsterk spiegelobjectief met een meniscusvormige corrector, waarmee beelden van een röntgenscherm met korte belichtingstijden op film konden worden vastgelegd. Dit Bouwers-objectief kwam sterk overeen met de Maksoetovtelescoop. Door de inmiddels uitgebroken Tweede Wereldoorlog en de daarmee gepaard gaande geheimhoudingseisen, waren Bouwers en Maksoetov niet van elkaars werk op de hoogte. Bouwers’ ontwerp werd pas na de oorlog gepubliceerd.
In 1941 vertrok hij bij Philips en werd directeur van Optische Industrie "De Oude Delft" – het latere Oldelft – te Delft. Dit bedrijf, dat enkele jaren eerder was opgericht door onder anderen A.C.S. van Heel, maakte onder andere systemen voor röntgendiagnostiek. Bouwers bleef ook hier werken aan verlaging van de stralingsbelasting voor patiënten bij röntgendiagnostiek.
Van 1949 tot 1954 was Bouwers verbonden aan de TH Delft als buitengewoon hoogleraar natuurkundige instrumentenbouw.
Uiteindelijk had hij rond 140 octrooien op zijn naam. Hij heeft diverse eremedailles ontvangen, en kreeg in 1963 een eredoctoraat van de TH Delft.